# Tokaji aszú

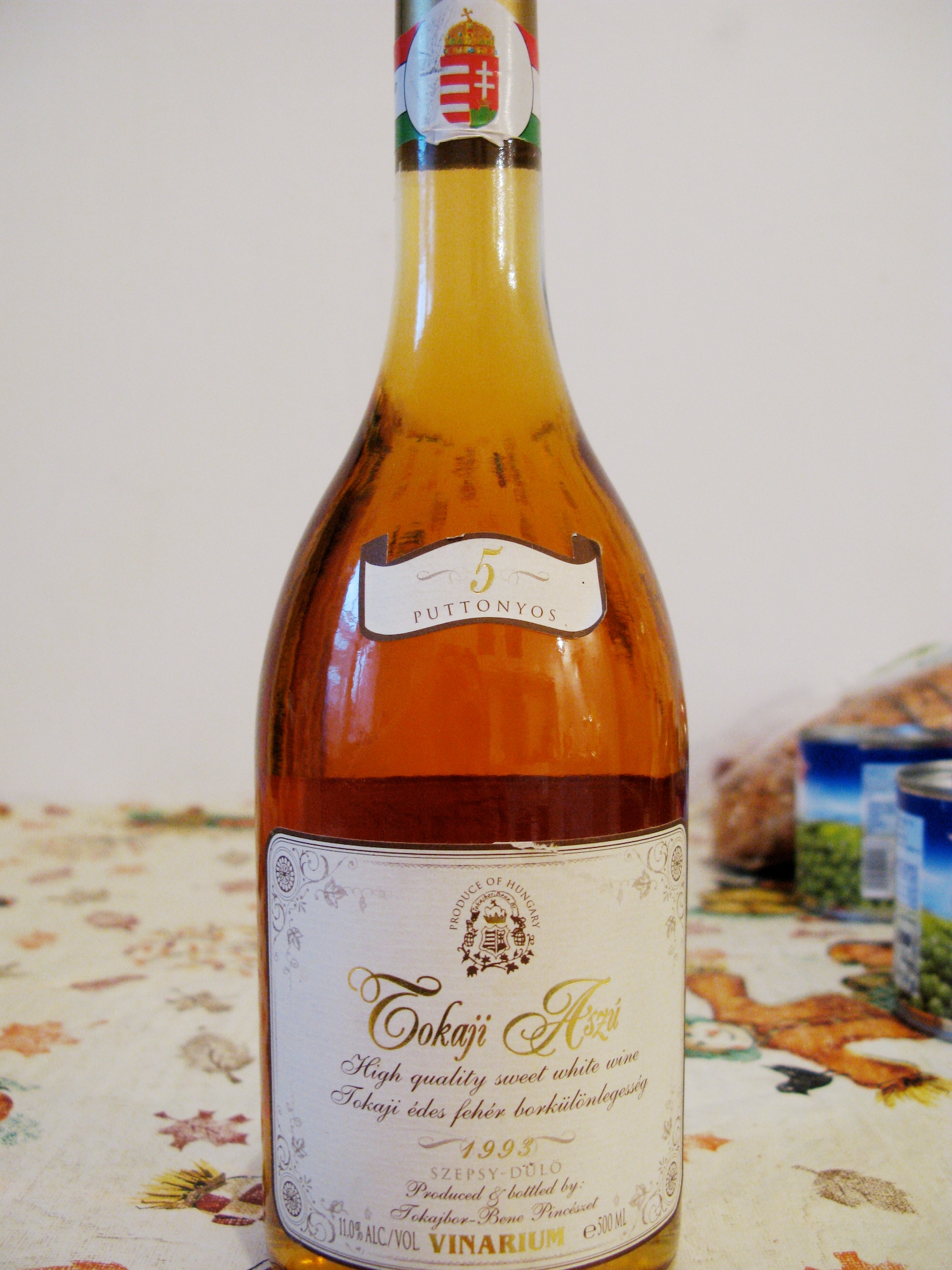
Egy palack 5 puttonyos tokaji aszú

A tokaji aszú vagy röviden aszú a Tokaji borvidéken előállított aszúbor, vagyis aszúsodott szőlő felhasználásával készített desszertbor. A tokaji borok közül a legismertebb. 

## Technológia
Évszázados technológia alkalmazásával készül, amelynek alapja az aszúsodott szőlőszemek késői szüretelése és az ezt követő egyedi borkészítési eljárás.
Az aszúsodást, más néven a nemesrothadást, a Botrytis cinerea penészgomba idézi elő az egyéb tényezők (klíma, szőlőfajták stb.) kedvező együttállása esetén (ami itt évről évre bekövetkezik). Megfelelő időjárás (Száraz és napos) esetén 19-20 Klost0 (Klosterneuburger Mostwaage) cukorszint felett a bogyók, már az ép bőrszöveten át is megfertőződnek és megindul az aszúbogyók képződése.  Az aszúszemeket szemenként válogatják, ezzel kezdődik a szüret (szemenként, kézzel kicsipegetik az aszúsodott szemeket a fürtből). Régen faputtonyokba gyűjtötték, összezúzták, majd egy kádban elegyítették 136,6 liter azonos évjáratú musttal vagy borral, 1-1,5 napig áztatták (hogy kioldódjon az aszúszem cukor-, sav- és íztartalma), majd az úgynevezett aszútésztát kipréselték, és a mustot hordókba töltötték, hogy kierjedjen. A 136,6 liter egy gönci hordó űrtartalma. 
Az aszú annyi puttonyos volt, ahány puttony aszút áztattak egy gönci hordó borban (3,4,5,6 puttonyos). A bortörvény előtt az aszúborokat minimum annyi évig kellett érlelni, ahány puttonyos volt, így azok 3-6 év késéssel kerültek forgalomba. A jelenlegi előírás szerint a forgalomba hozatal előtt legalább 3 évig kell érlelni, ebből legalább 18 hónapig fahordóban. Manapság nem puttonnyal és gönci hordóval mérik, de az eljárás ugyanaz. Az aszút a sokszor több száz méteres, riolittufába vájt pincelabirintusokban elhelyezett fahordókban érlelik. A pincék falát vastagon borító (a vidékre egyedülálló módon jellemző, csak itt és a Rajna menti pincékben található) nemes pincepenész, a Cladosporium cellare biztosítja éréskor az aszú különleges minőségét. 8-10 éves korában éri el palackképességét.

## Története

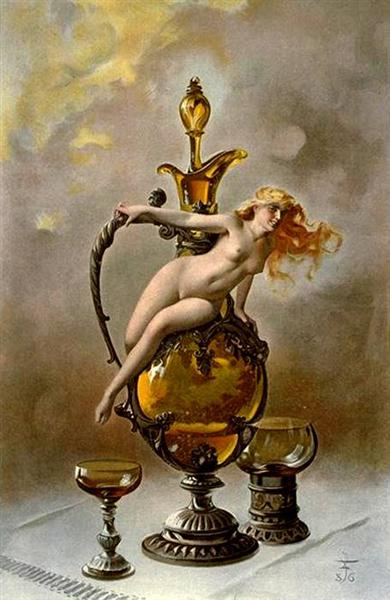
Tokaji aszú reklámja, Luis Ricardo Falero spanyol festő képe, (1887)

A legenda szerint az aszúbor készítését Szepsi Laczkó Máté, Lorántffy Zsuzsanna udvari papja, majd később erdőbényei prédikátor találta föl, aki a fejedelemasszony sátoraljaújhelyi Oremus szőlőjének terméséből készítette az első aszúbort, és azzal mint húsvéti borral lepte meg úrnőjét. Ennek a történeti adat hitelességét Kazinczy Ferenc feljegyzése erősíti meg, amelyben Kazinczy Pétert, a fejedelemasszony jószágigazgatóját nevezte meg az említett történelmi adat forrásául. A legendát azóta hitelt érdemlően cáfolta Zelenák István történész.
A valóság az, hogy már jóval korábban, a XVI. század első felében készülhetett aszúbor a vidéken. A jelenleg ismert legkorábbi említése a Garay család egy örökleveléből származik 1571-ből.
Az aszúhoz hasonló, de annál különlegesebb a tokaji esszencia (más néven Nektár, vagy natúresszencia), mely egy igen sűrű, az aszúszemek tárolása közben a saját súlyuk alatt kifolyó és felfogott nedűt jelent. Nem összetévesztendő az aszúeszenciával (egyes címkéken aszú eszencia), ami mára megszűnt besorolása az aszúboroknak, és a 6 puttonyos beltartalom feletti aszú bort jelenti. Ez a névhasonlóság nagyon sok félreértésre adott okot. A bortörvény szerint a 2008-as évjárat óta már nem használható az aszúeszencia megnevezés.